# Carlo Crespi Croci
Carlo Crespi Croci (ur. 29 maja 1891 w Legnano, zm. 30 kwietnia 1982 w Cuenca) – włoski salezjanin, misjonarz pracujący w Ameryce Południowej. Czcigodny Sługa Boży Kościoła katolickiego.
Pochodził z wielodzietnej rodziny. Ukończył liceum salezjańskie w Turynie. W 1907 roku złożył śluby zakonne, zaś w 1917 roku otrzymał święcenia kapłańskie. Studiował nauki przyrodnicze na Uniwersytecie w Padwie. W 1923 roku wyjechał jako misjonarz do Ekwadoru, gdzie spędził resztę życia. Pracował w Cuenca, gdzie prowadził działalność charytatywną na rzecz najuboższych, organizując m.in. programy edukacyjne dla dzieci z ubogich rodzin. W 1981 roku odznaczony został Krzyżem Komandorskim Orderu Zasługi Republiki Włoskiej.
Zdobył sobie sławę jako propagator pseudonaukowej teorii o istnieniu w starożytności żeglugi transatlantyckiej i pochodzeniu kultur południowoamerykańskich ze Starego Świata. Twierdził, że kontynent amerykański został zasiedlony przez kolonistów z Egiptu i Babilonii. W swoim domu w Cuenca utworzył muzeum, w którym zgromadził olbrzymią kolekcję dostarczanych mu przez tubylców rzekomych artefaktów mających potwierdzać jego tezy. Zbiory Crespiego, przez sceptyków uznane za niezbyt wyszukane fałszerstwa, były opisywane przez Ericha von Dänikena, który traktował je jako dowód umacniający głoszone przez siebie poglądy.
24 marca 2006 w Cuenca został otwarty jego proces beatyfikacyjny. 23 marca 2023 decyzją papieża Franciszka podpisano dekret o heroiczności jego cnót i od tej pory przysługuje mu tytuł Czcigodnego Sługi Bożego.